# Бальге
Бальге (нем. Balge) — община в Германии, в земле Нижняя Саксония.
Входит в состав района Ниэнбург-на-Везере. Подчиняется управлению Марклоэ. Население составляет 1791 человек (на 31 декабря 2010 года). Занимает площадь 33,07 км².
| Год  | Население |
| ---- | --------- |
| 1990 | 1727      |
| 1995 | 1807      |
| 2000 | 1910      |
| 2005 | 1870      |
| 2010 | 1784      |